# Sweet Movie
Sweet Movie es una película de 1974 dirigida por el serbio Dušan Makavejev. De acuerdo con la visión sobre la narrativa de Makavejev –quien piensa que las estructuras lineales son fórmulas impuestas-, la película se basa en dos historias: la de una reina de belleza canadiense parcialmente muda, asociada con la cultura de consumo, y la de un extraño barco cargado de dulces.

## Argumento
En la primera parte, la candidata por Canadá a la Miss Mundo “más virgen” de 1984, Carole Laure, gana. Su premio es el matrimonio con el magnate de la industria de la leche (John Vernon), hijo de la promotora del concurso. Durante su degradante introducción al coito, ella se horroriza por su pene dorado y le rechaza. La joven intenta separarse de él manteniendo alguna propiedad, pero es humillada y enviada a París, previamente embalada en una maleta. Cuando sale de ella, se encuentra en la Torre Eiffel, donde se acuesta con un cantante latino: El Macho (Sami Frey). Como consecuencia del acto sexual, se atrancan y deben ser ayudados por el personal de una cocina. En un estado todavía de shock, la Miss es llevada a una comunidad anárquica,anarco-comunista, o bien comunista (ver discusión) donde encuentra cuidado. La comuna practica algunas sesiones de liberación individual donde, con la asistencia de otros, el miembro pasa una experiencia de (re)nacimiento: llora, orina y defeca como un bebé mientras los otros le limpian. Después, la joven es vista actuando para un anuncio obsceno, donde se masturba cubierta en chocolate líquido.
La segunda parte trata sobre otra mujer, Anna Planeta (Anna Prucnal), que dirige un barco lleno de dulces y azúcar por el río. En la proa hay una gran cabeza de cartón- escultura de Karl Marx y en el centro hay unos altavoces por donde suena el himno de los comunistas italianos. En un momento dado, Anna recoge a Potemkin (Pierre Clémenti), un marinero que hace autostop, y se hacen amantes. Al final de una de sus entregas en una bañera llena de azúcar, ella le apuñala. La capitana del barco también seduce a unos niños en su mundo de caramelos y revolución. En una escena posterior, que sugiere que ha matado también a los niños, aparece la policía dejando en la orilla del río los cuerpos de los niños metidos en bolsas de plástico y se llevan a la capitana del barco. Después, cuando no hay nadie, los niños se despiertan.

## Lanzamiento
La película creó una tormenta de controversias en su lanzamiento. Con simuladas (y no simuladas) escenas de coprofagia, emetofilia y satíricas –como, por ejemplo, cuando en la comuna cantan el himno de la alegría mientras sostienen un plato lleno de heces-, y secuencias de los restos de las víctimas de la Masacre de Katyn. El largometraje fue prohibido en muchos países o cortado severamente.
Al día de hoy, todavía está prohibida en muchos países. La película fue casi imposible de encontrar desde su lanzamiento inicial en 1974, pero Criterion lanzó la película en DVD el 19 de junio de 2007.

## Reparto
- Carole Laure como Miss Canadá.
- John Vernon como El Señor Kapital.
- Jane Mallett como la madre del magnate de la leche.
- Sami Frey como El Macho.
- Pierre Clémenti como el marinero Potemkin.
- Otto Muehl, miembro de la Komuna.